# Seniorát
Seniorát neboli stařešinské právo je dědičné právo nejstaršího člena rodu na vládu. Po smrti dosavadního vládce tak získával nástupnické právo aktuálně nejstarší žijící člen vládnoucí dynastie – stařešina. V evropských středověkých monarchiích se často jednalo o původní tradiční princip vzešlý z kmenového zřízení, který byl postupně nahrazován různými typy primogenitury (upřednostnění potomků panovníka). 
V českých zemích bylo toto právo uplatňováno až do počátku 13. století, kdy Přemysl I. Otakar zavedl právo primogenitury, aby upřednostnil svého syna Václava před Děpoltem III. z vedlejší větve Přemyslovců. Václav I. tak byl roku 1228 jako první korunován českým králem na základě primogenitury.